# 体感ゲーム (エポック社)
体感ゲーム（たいかんゲーム）とは、エポック社のテレビゲーム機のシリーズ名である。ハード・ソフトウェア一体型の体感ゲームとなっている。XaviXテクノロジーを使用している。
電源には単三乾電池を使用するが、「テレビにつないですぐプレイ」シリーズ専用の本体用ACアダプターを使用してプレイすることもできる。このACアダプターは同社による、同じくXaviXテクノロジーを使用している「あいうえお図鑑」、「テレビパソコン」シリーズについても共有する。なお、本製品の専用ACアダプターは同じXaviXテクノロジーを使用する、タカラトミーのPlugIt!（プラグイット）シリーズ、バンダイのLet's! TV プレイシリーズ専用ACアダプターと同一のものである。

## ゲーム機タイトル一覧

### 体感アクション
- ホームラン打とうぜ! エキサイトスタジアム（2000年）
- 卓球やろうぜ! エキサイトピンポン（2001年）
- ゴール決めるぜ!! エキサイトストライカー（2001年）
- しゃもじdeピンポン（2001年）[注 1]
- ブラックバス釣ろうぜ　エキサイトフィッシング（2001年）
- 勝負しようぜ!! エキサイトスタジアムDX（2002年）
- ストライク決めるぜ!! エキサイトボウリング（2002年）
- K.O.しようぜ! エキサイトボクシング（2002年）
- エース決めるぜ!! エキサイトテニス（2002年）
- 卓球やろうぜ! エキサイトピンポン2（2003年）
- 大モノ釣ろうぜ! エキサイトフィッシングDX（2003年）
- スーパーショット! エキサイトゴルフ（2003年）
- エキサイトスポーツ テニス×フィットネス（2004年）
- 愛ちゃんに挑戦! エキサイトピンポン（2006年）
- 石川遼 エキサイトゴルフ（2010年）

### バラエティ
- 東京フレンドパークII フレンドパークへあそびにいこう!!（2003年）
- オールスター感謝祭 超豪華!クイズ決定版 赤坂5丁目体感スタジオ!（2004年）
- 新感覚玉転がしゲーム スーパーダッシュボール（2004年）
- 新感覚回転ゲーム ぐるぐる回そう ぐるりんワールド（2005年）
- 東京フレンドパーク2スペシャル! フレンドパークへみんなでいこう!!（2005年）
- サスケ&筋肉バトルスポーツマンNo.1決定戦（2006年）
- 東京フレンドパークIIパーフェクト! めざせ!グランドスラム!!（2007年）
- 究極! 筋肉スタジアム! サスケ完全制覇（2008年）

### 体感キャラクター
- ハムちゃんず大集合 ダンスするのだ! 走るのだ!（2001年）
- とっとこハム太郎 ハムハム大サーカス（2002年）
- ドラえもん こえでドカン!わくわくくうきほう!!（2002年）
- ミニモニ。ステージ!ダンスだぴょん!（2002年）
- ミニモニ。パーティ!リズムでぴょん!（2003年）
- コロッケ!いただ禁貨!バンカーバトル!!（2003年）
- ドラえもん 体感タケコプター!〜空とぶ大冒険〜（2006年）
- ドラえもん うごく!おえかき（2007年）

### テーブルゲーム
- TV麻雀 昇段対局〜四人打ち（2003年）
- どこでもドラえもん 日本旅行ゲームDX 体感!どこドラグランプリ!（2005年）[注 2]
- カードスキャン! エキサイトステージ サッカー日本代表チーム（2006年）

## ACアダプターを共有する製品
「テレビにつないですぐプレイ」シリーズに該当する。

### テレビパソコン
- とっとこハム太郎 テレビパソコン（2003年）
- ドラえもん テレビパソコン（2003年）
- ハローキティ テレビパソコン（2003年）
- きかんしゃトーマス テレビパソコン（2005年）
- スーパーテレビパソコン（2004年）
- ドラえもん スーパーテレビパソコン（2006年）
- ハローキティ スーパーテレビパソコン（2006年）
- スーパーテレビパソコンLink（2006年）
- ハローキティ ピアノパソコン（2008年）

スーパーテレビパソコン専用ソフトの一つに体感ゲームの一種である「ドラえもん エキサイトピンポン」がある。

### あいうえお図鑑
- ドラえもん 超能力あいうえお図鑑（2006年）
- ハローキティ カードでおままごと　あいうえお図鑑（2006年）
- プーさんといっしょ ABCあいうえお図鑑（2008年）
- ドラえもん 太鼓あいうえお図鑑（2010年）